# Полёвка Бедфорда
Полёвка Бедфорда (лат. Proedromys bedfordi) — это вид грызунов из подсемейства полевок (Arvicolinae) семейства Cricetidae. Это один из двух видов рода Proedromys. Встречается только в горных районах центрального Китая.  В коллекциях вид представлен всего несколькими экземплярами с юга Ганьсу и севера Сычуани в КНР. Международный союз охраны природы (МСОП) оценил охранный статус этого редкого вида как «уязвимый».

## Описание
Длина тела полёвки Бедфорда от 75 до 100 мм, длина хвоста от 14 до 15 мм,  длина стопы от 16 до 17 миллиметров, длина ушной раковины - от 11 до 14 миллиметров.  Мех на спине состоит из длинных тускло-коричневых волос, брюшко серовато-белого цвета. Хвост двухцветный, сверху коричневый, снизу тускло-белый, покрыт длинными волоска. Верхняя поверхность как передних, так и задних лап матово-белая.
Общая длина черепа 25—28 миллиметров. Он массивный, лобно-теменные гребни с возрастом, по-видимому, сливаются, образуя продольный гребень, в межглазничном промежутке. Слуховые барабаны средних размеров, их стенки состоят из крупноячеистой костной ткани. Коренные с цементом, лишены корней и соответственно растут на всю жизнь. Их эмаль хорошо дифференцирована. Параконидный отдел М1 усложнён лишь один раз. Его наружный треугольник отделён от передней непарной петли, а она слита с внутренними. М3 лишён передне-наружного зубца. Автор первоописания отмечал следующие диагностические особенности вида и рода: 1) продольные желобки на передней поверхности сильно изогнутых и широких верхних резцов, 2) короткие нижние резцы прониккают недалеко в восходящий отдел нижней челюсти, 3) М3 упрощён, с его внутренней стороны лишь один входящий угол и два зубца.  У самок четыре пары сосков, по две в области груди и две в области паха.

## Систематика
Полёвка Бедфорда один из двух видов вид рода Proedromys. Первое научное описание полёвки Бедфорда и рода Proedromys принадлежит британскому зоологу Олдфилду Томасу, который выполнил его в 1911 году с использованием особей из района возле Минчжоу на юге Ганьсу. Частично вид был отнесен к серым полёвкам (Microtus).
Вид был назван Томасом в честь Хербранда Артура Рассела, 11-го герцога Бедфорда (1858—1940), который был военным и натуралистом, членом Лондонского зоологического общества и спонсором Британского музея. Томас также назвал золотистого такина (Budorcas taxicolor bedfordi) в его честь, а малую полосатую бурозубку (Sorex bedfordiae) назвал в честь его жены Мэри Рассел, герцогини Бедфордской.

## Распространение и среда обитания
Полёвка Бедфорда - редкий вид, известный только из трёх мест в Китае; два из них находятся на юге провинции Ганьсу и на севере провинции Сычуань, а третий - в национальном парке Цзючжайгоу, где полевка была впервые обнаружена в 2003 году. Это лесной обитатель, обнаруженный на высоте от 2440 до 2550 м. Этот вид также известен по ископаемым останкам и, по-видимому, в плейстоцене его было больше, чем сейчас.

## Статус, угрозы и охрана
Об этой полевке, её численности, динамике численности и ареале известно очень мало. Площадь ареала, вероятно, составляет менее 20 000 км2. Основная угроза, с которой вид сталкивается, - это разрушение его среды обитания путем вырубки леса или преобразования её в пахотные земли. Из-за небольшой площади ареала и этих других факторов Международный союз охраны природы оценил природоохранный статус полевок как «уязвимый».